# Listă de comune din județul Galați
Această listă de comune din județul Galați cuprinde toate cele 61 comune din județul Galați în ordine alfabetică.

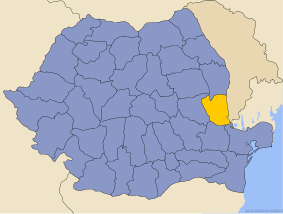
Judeţul Galaţi

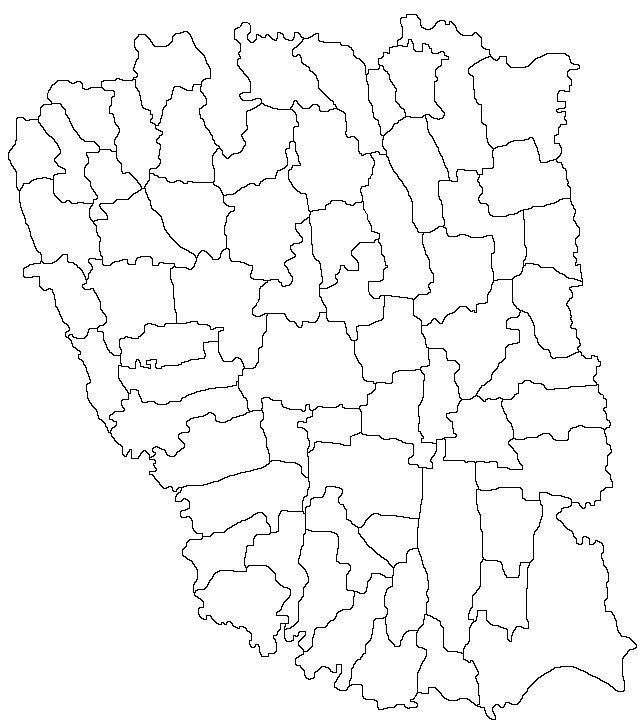
Harta judeţului cu împărţirea administrativ-teritorială pe comune

1. Bălăbănești
2. Bălășești
3. Băleni
4. Băneasa
5. Barcea
6. Berești-Meria
7. Brăhășești
8. Braniștea
9. Buciumeni
10. Cavadinești
11. Cerțești
12. Corni
13. Corod
14. Cosmești
15. Costache Negri
16. Cuca
17. Cudalbi
18. Cuza Vodă
19. Drăgănești
20. Drăgușeni
21. Fârțănești
22. Foltești
23. Frumușița
24. Fundeni
25. Ghidigeni
26. Gohor
27. Grivița
28. Independența
29. Ivești
30. Jorăști
31. Liești
32. Măstăcani
33. Matca
34. Movileni
35. Munteni
36. Nămoloasa
37. Negrilești
38. Nicorești
39. Oancea
40. Pechea
41. Piscu
42. Poiana
43. Priponești
44. Rădești
45. Rediu
46. Scânteiești
47. Schela
48. Șendreni
49. Slobozia Conachi
50. Smârdan
51. Smulți
52. Suceveni
53. Suhurlui
54. Țepu
55. Tudor Vladimirescu
56. Tulucești
57. Umbrărești
58. Valea Mărului
59. Vânători
60. Vârlezi
61. Vlădești